# Stazione di Pozzuolo Martesana
Stazione di Pozzuolo Martesana vasútállomás Olaszországban, Lombardia régióban, Pozzuolo Martesana településen.

## Vasútvonalak
Az állomást az alábbi vasútvonalak érintik:
- Milánó–Velence-vasútvonal
- Milánó–Bergamo-vasútvonal

## Kapcsolódó állomások
A vasútállomáshoz az alábbi állomások vannak a legközelebb:
- Stazione di Trecella (Milánó–Velence-vasútvonal, Milánó–Bergamo-vasútvonal, kelet)
- Stazione di Melzo (Milánó–Velence-vasútvonal, Milánó–Bergamo-vasútvonal, nyugat)
- Stazione di Trecella (Stazione di Treviglio, Line S5)
- Stazione di Trecella (Stazione di Treviglio, S6)
- Stazione di Melzo (Stazione di Novara, S6)
- Stazione di Melzo (Stazione di Varese, Line S5)